# San Martino (Magenta)

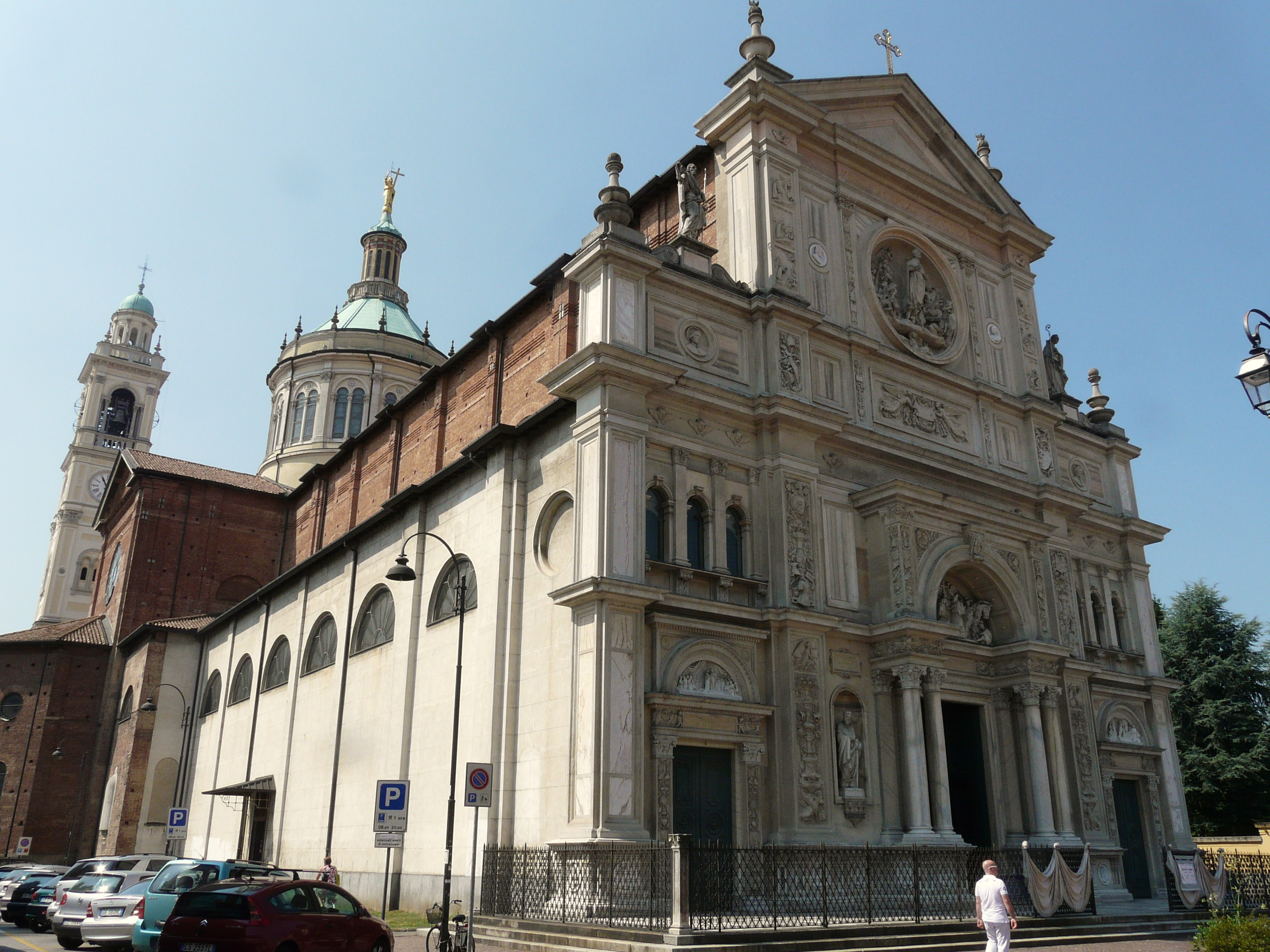
Basilika San Vittore

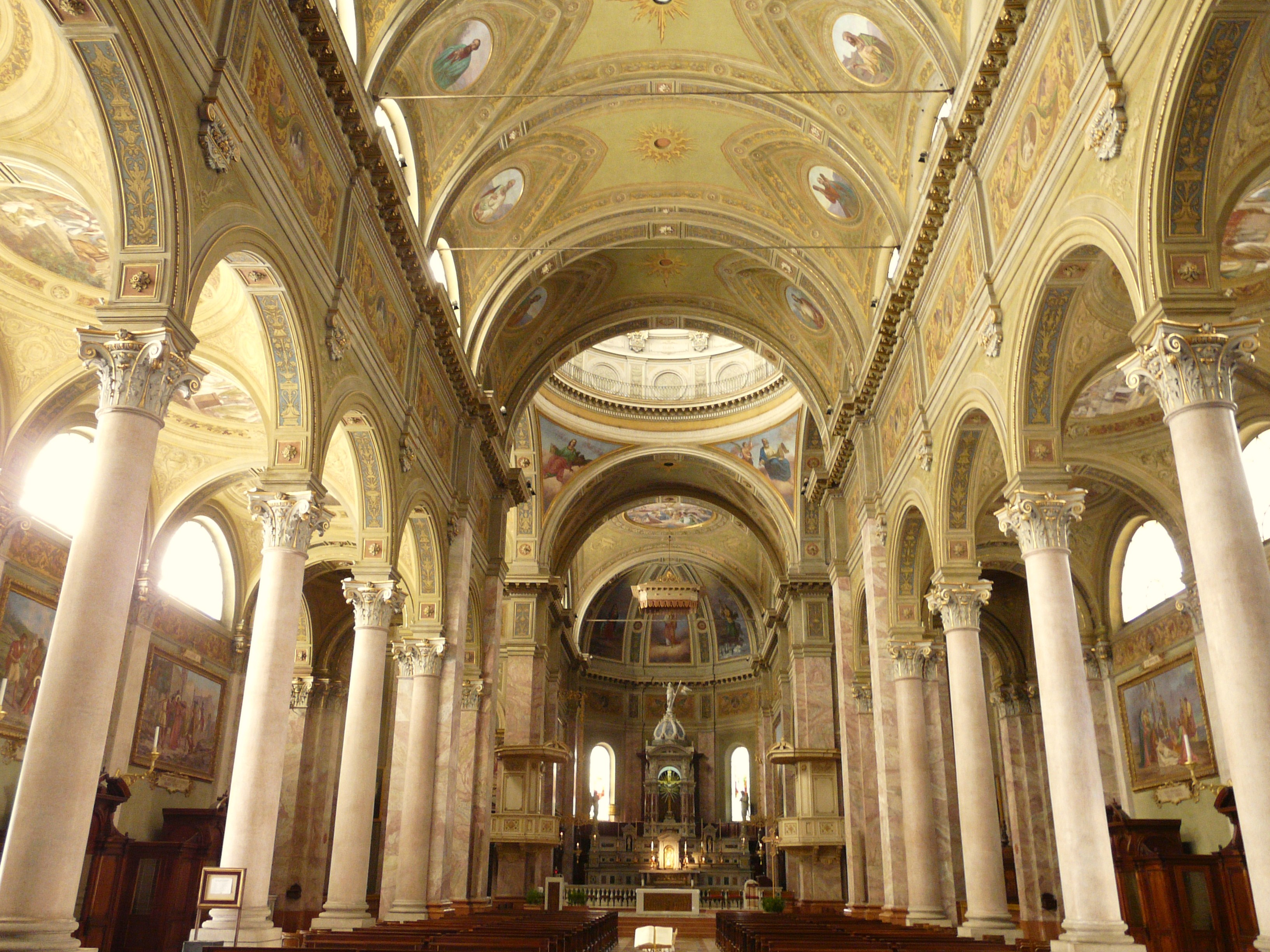
Innenraum

Die Basilika San Martino ist eine Kirche in Magenta in der italienischen Metropolitanstadt Mailand, Lombardei. Die Pfarrkirche des Erzbistums Mailand ist Martin von Tours und dem heiligen Joachim gewidmet und trägt den Titel einer Basilica minor.

## Geschichte
Ende des 19. Jahrhunderts  initiierte Propstvikar Cesare Tragella den Bau einer neuen Kirche. Für die wachsende Stadt und im Andenken an die siegreiche Schlacht bei Magenta von 1859 sollte eine größere Kirche errichtet werden. Der Architekt Alfonso Parrocchetti entwarf im Stil der Neorenaissance eine dreischiffige Basilika mit einer Länge von 87 Metern, einer Breite im Querschiff von 30 Metern und einer Höhe des Tiburios von 57 Metern, sie ist nach dem Mailänder Dom die breiteste der Diözese.
Nach der Grundsteinlegung konnte in der Kirche 1901 eine erste Messe gefeiert werden. Die Kirche wurde am 24. Oktober 1903 von Kardinal Erzbischof Andrea Carlo Ferrari geweiht. Dieser verhinderte aber die ursprünglich geplante Umbettung von Gefallenen der Schlacht in die Kirche.
1913 konnte der 69 Meter hohe Glockenturm im gleichen Stil mit Unterstützung des Ingenieurs Monti neben der Apsis fertiggestellt und eingeweiht werden. Die Bauarbeiten an der vom Architekten Mariani entworfenen Fassade mit Szenen des hl. Martin begannen 1932 und wurden erst 1959 aufgrund der wirtschaftlichen Schwierigkeiten, die sich aus dem Mangel an Mitteln und den Kriegsereignissen ergaben, abgeschlossen. Die Fassade wurde am 4. Juni desselben Jahres durch den Erzbischof von Mailand Giovanni Battista Montini (dem späteren Papst Paul VI.) geweiht. Bereits am 3. März 1948 hatte Papst Pius XII. der Kirche den Titel einer Basilica minor verliehen. Das Geläut des Campanile mit acht Glocken in La2 Maggiore wurde 1964 von Paolo Capanni gegossen.